# Whoopie pie

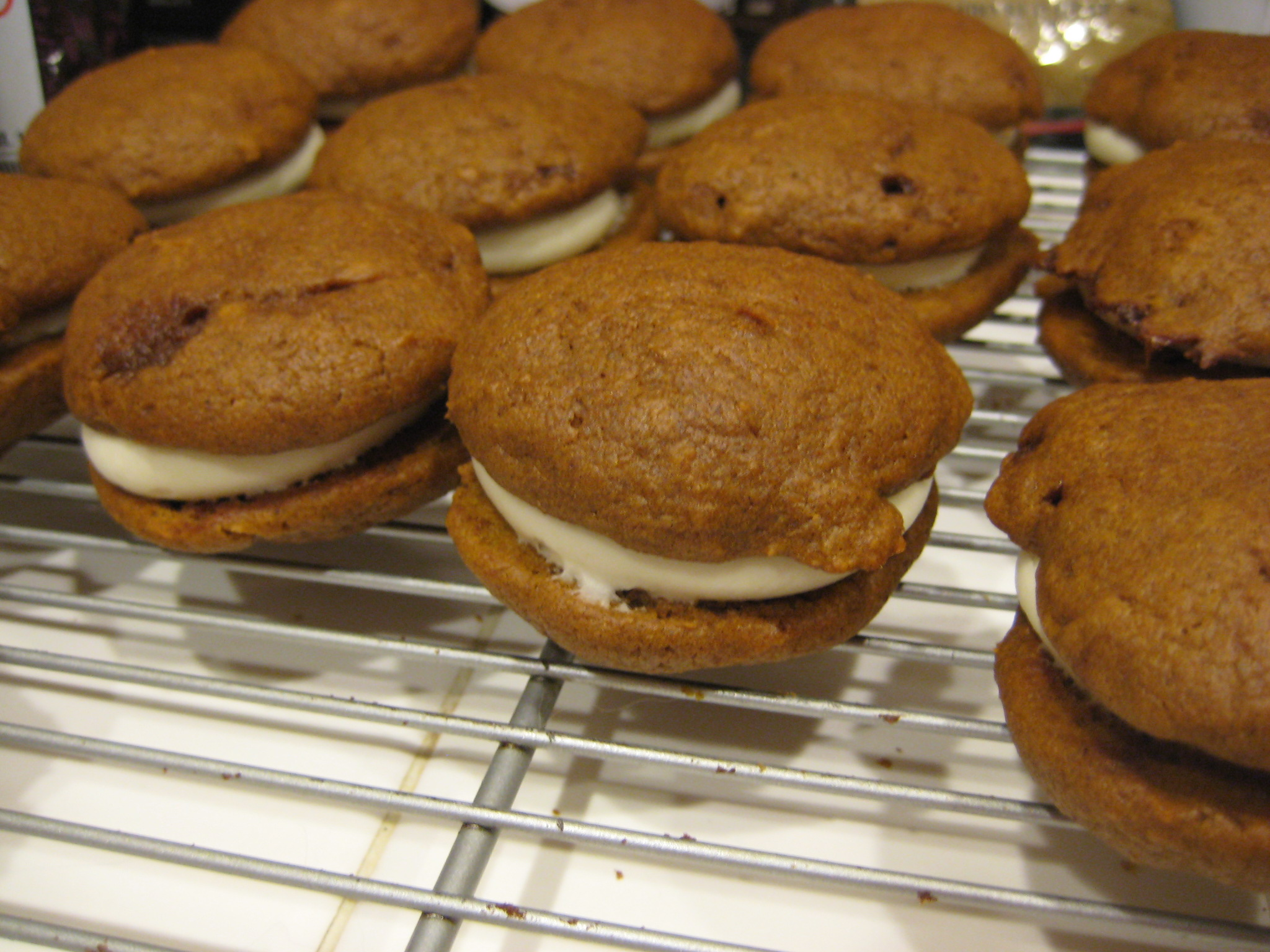
Whoopie pie

Een whoopie pie is een bepaald soort gebak bestaande uit twee koekjes met vulling er tussen. Qua uiterlijk is de whoopie te vergelijken met de macaron, hoewel een whoopie zachter is.

## Oorsprong
Volgens sommige bronnen vindt de whoopie pie zijn oorsprong in de Amerikaanse staat Pennsylvania. Dit koekje was daar bij de amish een traktatie. De kreet die de amish-kinderen slaakten bij het zien van deze traktatie zou verklaren hoe het koekje aan zijn naam komt. Volgens andere bronnen vindt de whoopie pie zijn oorsprong in New England.